# Ever Fallen in Love (With Someone You Shouldn't've)
«Ever Fallen in Love (With Someone You Shouldn't've)» es una canción de 1978 interpretada por la banda de punk rock Buzzcocks, escrita por Pete Shelley e incluida en el álbum Love Bites. El sencillo alcanzó el número 12 en el UK Singles Chart.

## Escritura
Durante noviembre de 1977, la banda vio el musical Guys and Dolls en televisión en una casas de huéspedes en Edimburgo (Escocia). La canción estuvo inspirada en un diálogo de la película: «Have you ever fallen in love with someone you shouldn't have». Al día siguiente Shelley escribió la letra de la canción en una camioneta afuera de una oficina postal, y la música fue compuesta poco después. En una entrevista, Shelley dijo que la canción se trataba de un hombre llamado Francis con quien vivió cerca de siete años.

## Recepción
La canción fue colocada en el número uno de las «canciones del año» de 1978 de la revista NME. El crítico Ned Raggett de AllMusic describió la canción como una «obra maestra merecidamente famosa». Mark Deming comentó: «La formula básica de Pete Shelley en Buzzcocks era unir la velocidad y urgencia emocional del punk con melodías hook y temáticas chico-chica del pop rock clásico. Cuando aplicó esta formula a la temática más clásica del pop, el amor no correspondido durante la adolescencia, creó una de sus canciones más inolvidables: “Ever Fallen in Love”».

## Versiones
- Un cover de la canción se lanzó como sencillo tributo al DJ John Peel el 21 de noviembre de 2005.
- La banda británica Fine Young Cannibals llevó al número 9 con una versión de la canción grabada para la banda de sonido de la película Something Wild (1986),[9] y más tarde fue incluida en el álbum del grupo titulado The Raw & The Cooked.[10]
- La banda Thursday versionó la canción en 2005 para el soundtrack del videojuego Tony Hawk's American Wasteland.[11]
- Pete Yorn compuso una versión para la banda sonora del filme Shrek 2 (2004).[12]
- La banda canadiense de punk rock PUP realizó una versión en julio de 2014 para una serie de conciertos organizada por The A.V. Club.[13]
- En 2011 se realizó un cover estilo jazz para la telenovela neozelandesa Shortland Street, donde la actriz y protagonista Amanda Billing se encargó de cantar. Esta versión alcanzó el número 24 en Nueva Zelanda.[14]
- La banda francesa Nouvelle Vague hizo un cover de la canción para su álbum de 2006 Bande à Part.[15]